# Хонес, Мигель
Мигель Хонес Кастильо (27 октября 1938, Санта-Исабель, Испанская Гвинея, Испания — 8 апреля 2020[…], Бильбао, Страна Басков) — испанский футболист, который играл на позиции полузащитника. Большую часть карьеры провёл в «Атлетико Мадрид».

## Футбольная карьера
Хонес родился в Испанской Гвинее (ныне Экваториальная Гвинея), а вырос в Бильбао. Хонес хотел пробиться в ряды «Атлетик Бильбао», однако клуб не принял его, так как он не был баскского происхождения. Такая же ситуация была с будущими одноклубниками Хонеса, Хесусом Марией Передой и Хосе Эулохио Гарате. Хонес начал свою карьеру в «Баракальдо», куда его привёл тренер Фердинанд Даучик. Затем он перешёл в «Индаучу», где и встретился с Передой и Гарате.
В 1959 году Хонес присоединился к «Атлетико Мадрид», где под руководством тренера Хосе Вильялонги играл вместе с Энрике Кольяром и Аделардо. Он дважды подряд играл в финалах кубка Испании против «Реала» в 1960 и 1961 годах. «Атлетико» победил в обоих матчах, а в финале 1960 года Хонес забил первый гол, внеся вклад в победу со счётом 3:1. Третий раз он сыграл в финале кубка в 1964 году, когда «Атлетико» проиграл «Реал Сарагоса» со счётом 2:1. Тем не менее в следующем сезоне «Атлетико» взял реванш, обыграв в финале «Сарагосу» с минимальным счётом. Хонес также дважды подряд играл за «Атлетико» в финалах Кубка обладателей кубков в 1962 и 1963 годах. Он забил гол в финале 1962 года, когда «Атлетико» победил «Фиорентину» со счётом 3:0 после переигровки, но в следующем году его команда проиграла «Тоттенхэм Хотспур» со счётом 5:1. Он также выиграл Ла Лигу с «Атлетико» в 1966 году.
В октябре 1967 года Хонес подписал контракт на сезон за 900000 песет с «Осасуной», своим последним клубом.

## Дальнейшая жизнь
После ухода со спорта он вернулся в Бильбао и работал директором в «Индаучу». Его вместе с Передой, Гарате и Бенхамином Сарандоной использовали в качестве примеров для критики кадровой политики кантеры «Атлетик Бильбао». Хонес был товарищем по команде и другом Луиса Арагонеса. Когда в 2004 году испанского тренера обвинили в расизме, он в качестве опровержения привёл в пример свою дружбу с Хонесом.
Хонес умер 8 апреля 2020 года в возрасте 81 года. В течение длительного времени у него был рак, он умер в Бильбао из-за пневмонии, осложнённой коронавирусом.

## Достижения
- Чемпионат Испании: 1965/66 (1 место)
- Кубок Испании: 1960, 1961, 1964 (финалист), 1965
- Кубок обладателей кубков УЕФА: 1961/62, 1962/63 (финалист)